# Невски (квартал на Попово)
„Невски“ е квартал на Попово. Намира се на 2 км югоизточно от центъра на града, на 200 – 300 метра надморска височина.
С основаването си като село жилищата на заселниците се разполагат около няколко извора в дъното на две долинки. Централната му част е в падина, а останалата е равнинна. Граничи със селата Кардам, Светлен, квартал Сеячи и град Попово. Образувано е от следните две махали: Чапкънската и Циганската.

## История
За пръв път селото се споменава в османо-турски данъчни документи с името Султан (на името на първия заселник) през 1524 г. Селото от основаването си било изцяло турско и като такова се запазва до Освобождението. Било е малочислено, заселено само от няколко семейства. В данъчен регистър от 1573 г. селото е наречено Султан огуларъ (синовете на Султан). Селото било наричано и Султан кьой.
Новите жители – преселници на село Султан (около 20 семейства), идват през 1888 г. от селцата на град Димотика и от село Сив кладенец, Ортакьойско, като преди това временно се били заселили в Пловдивско и Плевенско. През 1898 г. в селото има вече 21 къщи. По време на Балканската война и след нея турското население се изселва в Турция. Старите родове на квартал (село) Невски били: Бъчваровци, Даракчиевите, Саравошовци, Чапкъновци, Чакъровци и др.
По време на Освободителната война селцето било изцяло изгорено. Недалеч от него се сражавал 3-ти батальон на Невски полк, от който загинват 17 руски войници, погребани в местността Корията, където днес има паметник. В тяхна памет на 20 октомври 1949 г. селото е преименувано на Невски. В навечерието на Балканската война на 2 февруари 1912 селското общинско управление на Сеид и Султан излиза с решение за разпределяне между жителите на двете села на квотата за реквизирани стоки и материали.
През 1971 г. село Невски е присъединено към град Попово като негов квартал предвид предстоящото разрастване на града на изток и бъдещото им сливане.
Училището на селото, което днес не функционира, било построено през 1902 г., а църква в миналото нямало. По инициатива на настоящи и бивши жители на този днешен поповски квартал е изграден църковен храм, „Света Петка Българска“, открит от русенския митрополит Неофит на 14 октомври 2007 г. Шестте икони за иконостаса на новия храм са дарение от игумена на Дряновския манастир – Мелнишкия епископ Генадий.
Кварталът днес има собствено народно читалище „Възраждане“ и целодневна детска градина.

## Редовни събития
- Събор на квартала – провежда се всяка година в последната неделя на месец август.

## Забележителности
- Най-голямата културно-историческа забележителност в Невски е една праисторическа селищна могила, започнала да се образува през неолита. Тя се намира в средата на бившето село и има обиколка на основата около 250 м. Върху нея се намира дворът на бившето училище, а в миналото – джамията на селото и турското гробище. Едни от първите археологически проучвания на територията на България са извършени именно на тази могила през 1904, 1905 и 1906 година от Анастас Чилингиров, тогава млад учител в селото и от неговите ученици.
- Местността „Беллика“. Намира се по поречието на река Черни Лом на площ 10 хка. Под защита е обявено естествено заблатена площ – блато с типична блатна растителност и непостоянно присъствие на блатни и водоплаващи птици, поради колебания и спад на водното ниво от изградените в миналото дренажни канали.